# Nahanfrankolin
Der Nahanfrankolin (Ptilopachus nahani) ist eine Vogelart aus der Familie der Zahnwachteln. Mit einem Bestand von 30.000–70.000 lebenden Exemplaren gilt er seit 1988 als bedrohte Art.

## Merkmale

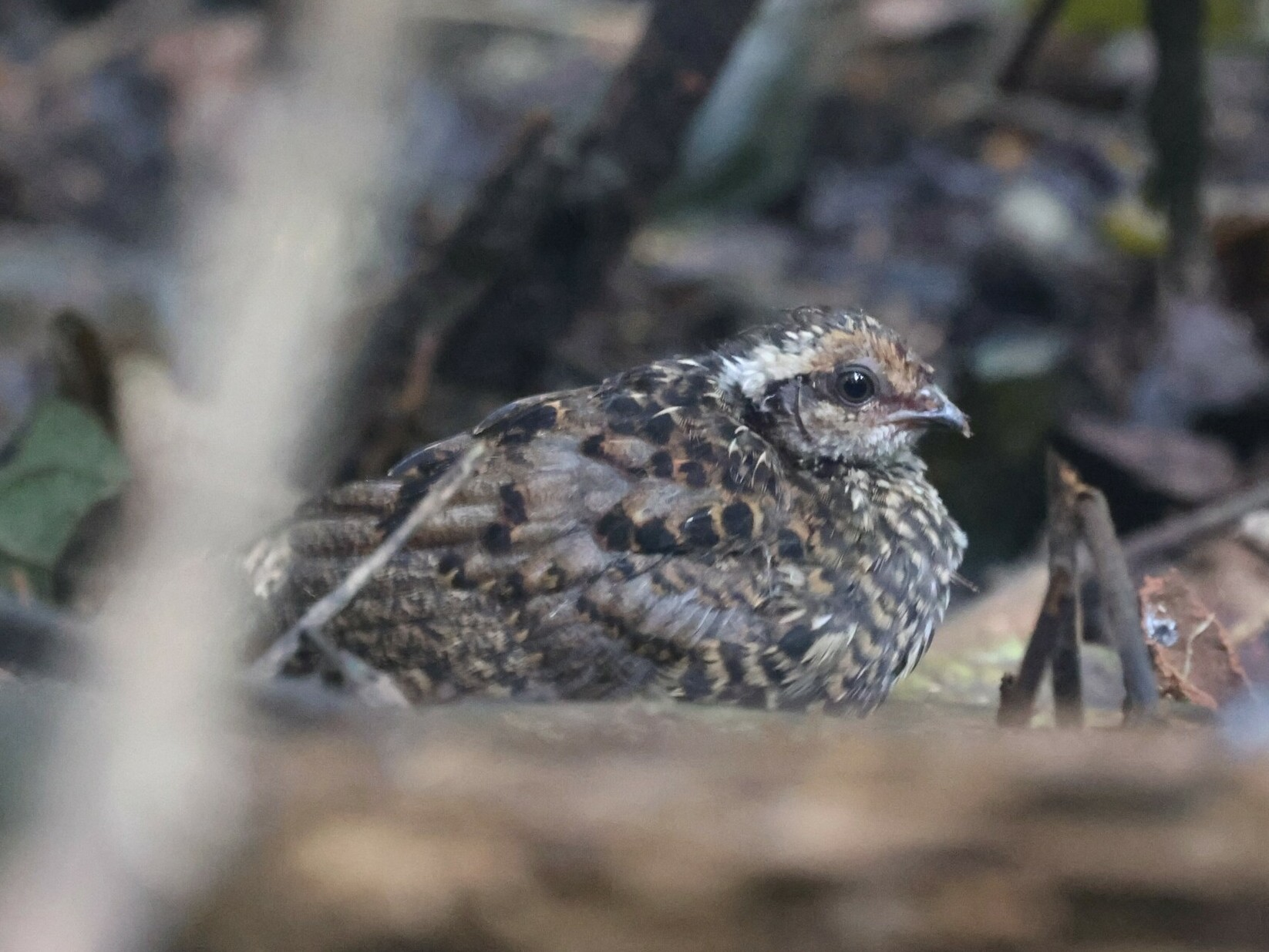
Nahanfrankolin, Jungvogel

Der Nahanfrankolin ist 23–26 cm lang und lebt verborgen im Wald. Sein schwarzer Unterleib ist mit auffälligen weißen Punkten gemustert. Am Oberkörper ist das Gefieder schwarz-braun gesprenkelt. Sein Kinn ist weiß, die Wurzel des Schnabels, die Beine sowie die nackte Haut rund um die Augen sind rot. Weder Männchen noch Weibchen tragen Sporen. Die Jungvögel sind insgesamt dunkler, nur der Unterkörper und der Nacken sind gepunktet und sie haben graue Beine. Der Ruf besteht aus einer raschen Abfolge von Doppeltönen, die in Geschwindigkeit und Lautstärke über einen Zeitraum von 5–20 s langsam anschwillt.

## Verbreitung
Der Nahanfrankolin ist in den Wäldern im Osten der Demokratischen Republik Kongo von Yangambi ostwärts und in Zentral- und Westuganda in Budongo, Bugoma und Mabira beheimatet. Neueste Untersuchungen ergaben in Uganda eine Population von ca. 32.800–59.100 Exemplaren. Da die Wälder seiner Heimat immer schneller zerstört werden, wird angenommen, dass auch die Population des Nahanfrankolins stark zurückgeht. Sowohl der massive Einschlag zur Holzgewinnung und die Industrialisierung der Region, als auch die Bejagung durch Minenarbeiter, die sein Fleisch und seine Eier nutzen, beschleunigen den Niedergang der Population. Ein weiteres großes Problem ist die Ansiedlung des ursprünglich in Südostasien beheimateten Papiermaulbeerbaums, der als invasive Art die heimischen Bäume nach und nach verdrängt.

## Lebensweise
Der Nahanfrankolin lebt im Flachland in Primärwäldern und bevorzugt flussnahe sumpfige Gebiete. In Uganda taucht er sowohl in naturbelassenen wie industriell genutzten Wäldern auf, auch in Mischwäldern. Teilweise nähert er sich zur Futtersuche auch den Waldrändern und sucht sogar unbewaldete Flächen auf. Er zieht es aber vor, im dichten Unterholz Nahrung zu suchen. Er ernährt er sich vor allem von Insekten, jungen Trieben, Samen und Knospen. Der Nahanfrankolin lebt paarweise und verteidigt sein Revier hartnäckig das ganze Jahr über. Ein besonderer Schwerpunkt liegt dabei auf der Periode kurz vor Beginn der Regenzeit. Er baut sein Nest am Boden zwischen den Wurzeln großer Bäume.